# Daniel Ayala
Daniel Sánchez Ayala (El Saucejo, 7 novembre 1990) è un calciatore spagnolo, difensore svincolato.

## Carriera

### Club
Cresciuto nelle giovanili del Siviglia, il 17 settembre 2007 viene acquistato dal Liverpool. Fa il suo esordio in Premier League il 16 agosto 2009 contro il Tottenham sostituendo Martin Škrtel. Tre giorni dopo, nella seconda giornata di campionato, esordisce ad Anfield partendo titolare contro lo Stoke City.
L'11 settembre 2010 si trasferisce in prestito all'Hull City fino al 1º gennaio 2011. L'11 febbraio 2011 si trasferisce sempre in prestito al Derby County.
Il 13 agosto 2011 si trasferisce a titolo definitivo al Norwich City per circa 900.000 euro. Il 7 agosto 2012 viene ceduto in prestito per tutta la stagione al Nottingham Forest. Il 23 ottobre 2013 viene ceduto nuovamente in prestito con diritto di riscatto, ma questa volta al Middlesbrough, che il 24 gennaio 2014 decide di esercitare il riscatto, prelevandolo a titolo definitivo dal Norwich City per 420.000 euro, con i quali sottoscrive un contratto di 3 anni e mezzo con scadenza il 30 giugno 2017.

## Statistiche

### Presenze e reti nei club
Statistiche aggiornate al 19 settembre 2015.
| Stagione             | Squadra              | Campionato           | Campionato | Campionato | Coppe nazionali | Coppe nazionali | Coppe nazionali | Coppe continentali | Coppe continentali | Coppe continentali | Altre coppe | Altre coppe | Altre coppe | Totale | Totale |
| Stagione             | Squadra              | Comp                 | Pres       | Reti       | Comp            | Pres            | Reti            | Comp               | Pres               | Reti               | Comp        | Pres        | Reti        | Pres   | Reti   |
| -------------------- | -------------------- | -------------------- | ---------- | ---------- | --------------- | --------------- | --------------- | ------------------ | ------------------ | ------------------ | ----------- | ----------- | ----------- | ------ | ------ |
| 2009-2010            | Liverpool            | PL                   | 5          | 0          | FACup+CdL       | 0               | 0               | UCL+UEL            | 0                  | 0                  | -           | -           | -           | 5      | 0      |
| set.-dic. 2010       | Hull City            | FLC                  | 12         | 1          | FACup+CdL       | 0               | 0               | -                  | -                  | -                  | -           | -           | -           | 12     | 1      |
| feb.-giu. 2011       | Derby County         | FLC                  | 17         | 0          | FACup+CdL       | 0               | 0               | -                  | -                  | -                  | -           | -           | -           | 17     | 0      |
| 2011-2012            | Norwich City         | PL                   | 7          | 0          | FACup+CdL       | 2+1             | 0               | -                  | -                  | -                  | -           | -           | -           | 7      | 0      |
| 2012-2013            | Nottingham Forest    | FLC                  | 12         | 1          | FACup+CdL       | 0+2             | 0               | -                  | -                  | -                  | -           | -           | -           | 12     | 1      |
| ott. 2013-2014       | Middlesbrough        | FLC                  | 19         | 3          | FACup+CdL       | 0               | 0               | -                  | -                  | -                  | -           | -           | -           | 19     | 3      |
| 2014-2015            | Middlesbrough        | FLC                  | 30+3       | 4+0        | FACup+CdL       | 2+3             | 1+0             | -                  | -                  | -                  | -           | -           | -           | 38     | 5      |
| 2015-2016            | Middlesbrough        | FLC                  | 35         | 3          | FACup+CdL       | 1+3             | 0               | -                  | -                  | -                  | -           | -           | -           | 39     | 3      |
| 2016-2017            | Middlesbrough        | PL                   | 14         | 1          | FACup+CdL       | 2+1             | 0               | -                  | -                  | -                  | -           | -           | -           | 17     | 1      |
| 2017-2018            | Middlesbrough        | FLC                  | 33+1       | 7+0        | FACup+CdL       | 2+3             | 0               | -                  | -                  | -                  | -           | -           | -           | 39     | 7      |
| 2018-2019            | Middlesbrough        | FLC                  | 33         | 1          | FACup+CdL       | 3+3             | 1+0             | -                  | -                  | -                  | -           | -           | -           | 39     | 2      |
| 2019-2020            | Middlesbrough        | FLC                  | 25         | 2          | FACup+CdL       | 0               | 0               | -                  | -                  | -                  | -           | -           | -           | 25     | 2      |
| Totale Middlesbrough | Totale Middlesbrough | Totale Middlesbrough | 189+4      | 21+0       |                 | 23              | 2               |                    | -                  | -                  |             | -           | -           | 216    | 23     |
| 2020-2021            | Blackburn            | FLC                  | 10         | 0          | FACup+CdL       | 0               | 0               | -                  | -                  | -                  | -           | -           | -           | 10     | 0      |
| 2021-2022            | Blackburn            | FLC                  | 21         | 2          | FACup+CdL       | 1+0             | 1+0             | -                  | -                  | -                  | -           | -           | -           | 22     | 3      |
| 2022-2023            | Blackburn            | FLC                  | 25         | 1          | FACup+CdL       | 1+0             | 0               | -                  | -                  | -                  | -           | -           | -           | 26     | 1      |
| Totale Blackburn     | Totale Blackburn     | Totale Blackburn     | 56         | 3          |                 | 2               | 1               |                    | -                  | -                  |             | -           | -           | 58     | 4      |
| Totale carriera      | Totale carriera      | Totale carriera      | 298+4      | 26+0       |                 | 30              | 3               |                    | -                  | -                  |             | -           | -           | 332    | 29     |